# М2 лаки тенк
М2 је амерички тенк који се користио до 1943. године

### Настанак и опрема
Овај тенк који као своју основу има енглески Викерс тенк (Викерс 6-тона) настаје током 1935. године. Већ од првих месеци производње овај тенк који је поседовао само аутоматско оружје за борбу се показао као неуспех тако да до његове прве ревизије долази исте године када је и почела производња. У раздобљу од само пет година М2 доживљава чак четири своје ревизије у покушају његовог спашавања, али све то бива узалудно пошто се 1941. године доноси дефинитивна одлука о обустави производње у корист нових тенкова М3 Ли и М3/М5 Стјуарт. Свеукупно је произведено нешто мање од 700 примерака овог тенка.
Најјача верзија овог тенка је била она из 1940. године с топом од 37 mm и оклопом од 30 mm.

### Ратна употреба
Први пут још током Шпанског грађанског рата у којем М2 није учествовао амерички планери процењују његове војне способности мизерним што доводи до замене митраљеза топом. Ту верзију тенка су Британци били наручили 1941. године за своје јединице, само да би после изласка модела М3 од њега одустали.
Амерички војни штаб је у тренутку немачке објаве рата донео одлуку да М2 због својих слабости нема шта да тражи на европским бојиштима, тако да га је користио на Пацифику против сличних јапанских тенкова и пешадија. Коначно повлачење ових тенкова из борбених дејстава се дешава 1943. године.